# Jérôme Lejeune
Pour les articles homonymes, voir Jérôme Lejeune (homonymie) et Lejeune.
Jérôme Lejeune, né le 13 juin 1926 à Montrouge et mort le 3 avril 1994 à Paris, est un médecin et professeur de génétique français.
Avec Marthe Gautier et Raymond Turpin, il est le co-auteur de la découverte de l’anomalie chromosomique responsable de la trisomie 21, bien que sa contribution soit considérée aujourd'hui moindre que celle de ses deux collègues, au terme de la polémique de 2009 sur l'attribution de la découverte.
Il est également connu pour son opposition à l'interruption volontaire de grossesse. Il est reconnu vénérable par l'Église catholique en 2021.

## Biographie

### Enfance et études (1926-1944)

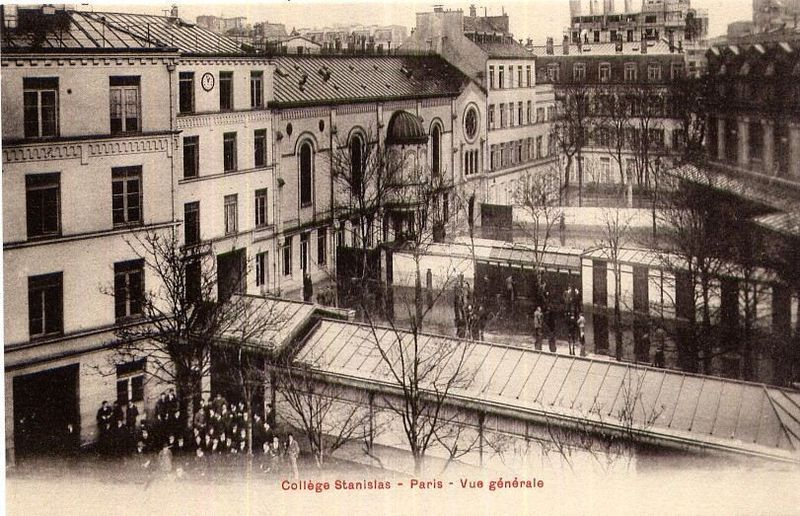
Le collège Stanislas au début du XXe siècle.

Jérôme Lejeune est né à Montrouge, dont son grand-père paternel était le maire, le 13 juin 1926. Il est le fils de Pierre-Ulysse Lejeune (1885-1958), juriste, et de Marguerite Lermat (1894-1981).
Après sa scolarité à Montrouge, il entre au collège Stanislas. En 1939, afin d'éviter les bombardements, son père décide d'emmener sa famille à Étampes. Ce déménagement conduit Jérôme Lejeune à quitter l'école et à poursuivre sa scolarité sous la direction de son père. À l'âge de quatorze ans, il se passionne pour le personnage du docteur Benassis, dans le roman Le Médecin de campagne : il veut devenir médecin rural.
En 1939, l'entreprise familiale est au bord de la faillite et Pierre Lejeune décide de vendre la distillerie. Plus tard, sous l'occupation, la maison d'Étampes réquisitionnée devient un hôpital de campagne.
Jérôme Lejeune poursuit ses études afin d'avoir son baccalauréat pour entreprendre des études médicales. Le débarquement des Alliés en 1944 et la Libération conduisent à l'annulation des épreuves, mais lui permettent de poursuivre à la faculté de médecine.

### Études de médecine et service militaire (1945-1951)

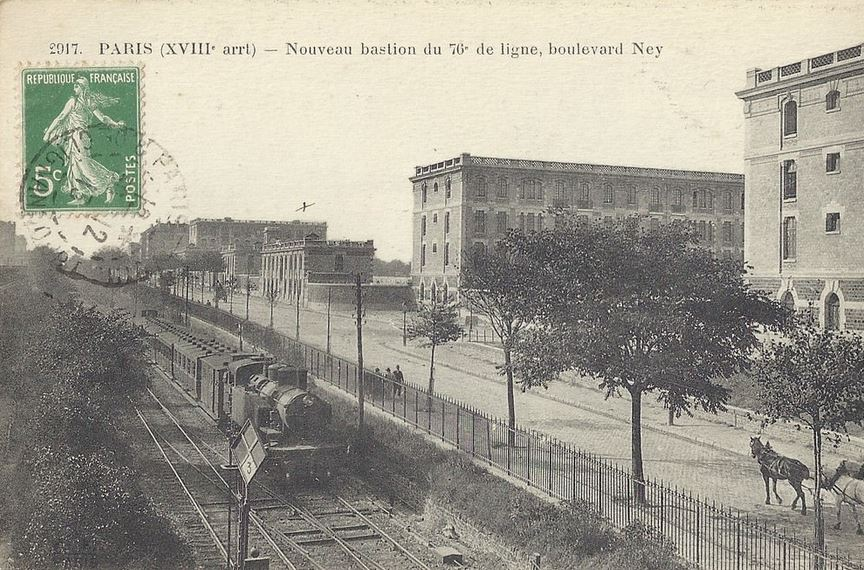
Paris boulevard Ney, la caserne Clignancourt.

En 1945 Jérôme Lejeune prépare l'internat à Paris, mais échoue au concours. Il rencontre une Danoise, Birthe Bringsted, qu'il épousera le 1er mai 1952. Il échoue une deuxième fois à l'internat et, en 1949, arrive en retard au troisième concours, conduisant à un nouvel échec
Avant la fin de ses études, il fait son service militaire à la caserne Clignancourt. Sous la tutelle du professeur Raymond Turpin, enseignant de génétique, qui travaille sur le mongolisme, il soutient sa thèse de docteur en médecine le 15 juin 1951 et obtient une mention très honorable .
Raymond Turpin recherche un assistant et propose ce poste à Jérôme Lejeune, qui doit cependant finir son service militaire qu'il effectue, en tant que médecin, dans une base aérienne à Fribourg en Allemagne.

### Co-découverte de la trisomie 21 (1952-1963)

#### Recherche des causes de la trisomie 21

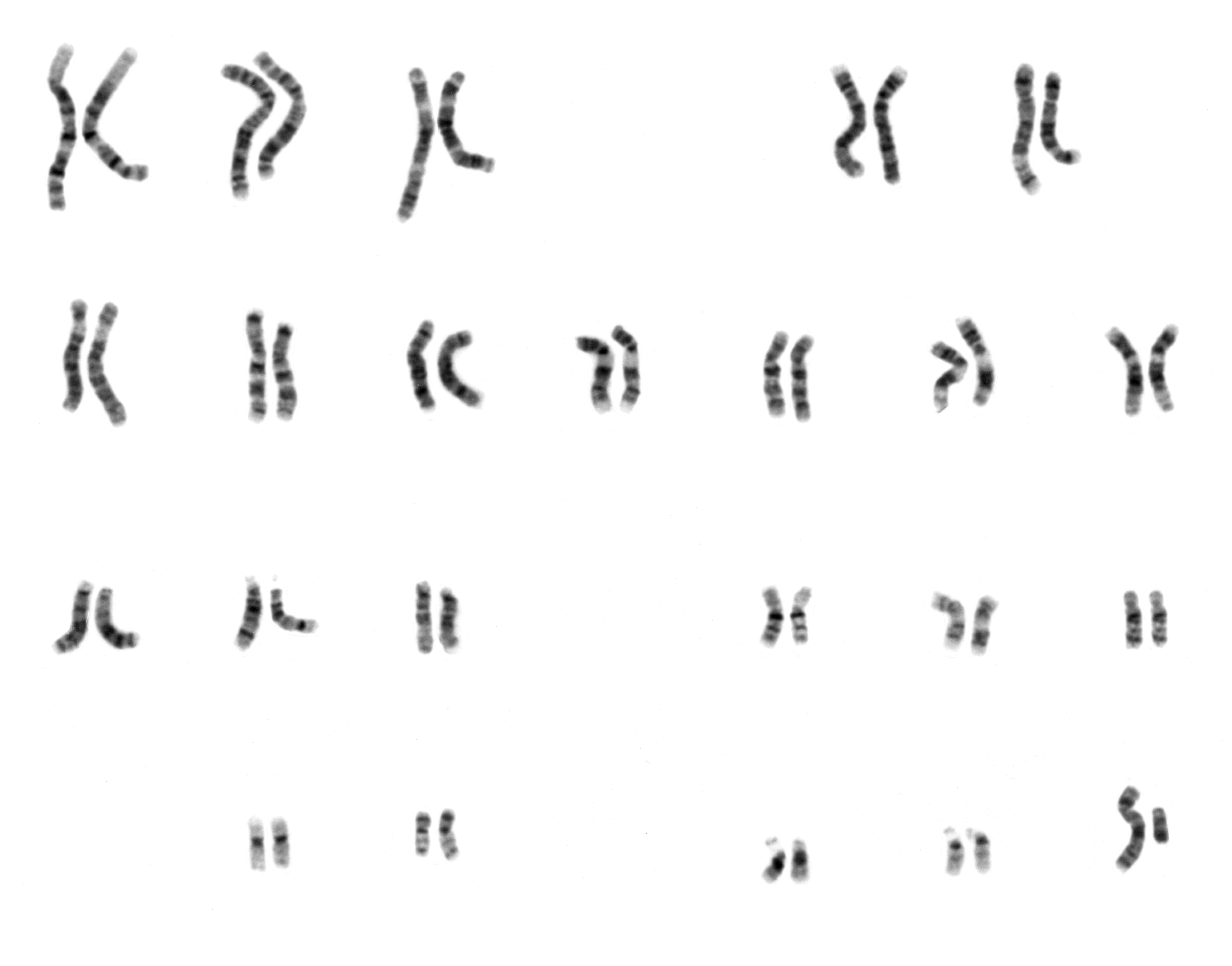
Photo d'un caryotype d'un homme : on peut voir les paires de chromosomes.

Jérôme Lejeune commence à travailler auprès de Raymond Turpin en tant que chercheur au CNRS le 2 juin 1952.
L'absence de budget du service le conduit à tenir également le rôle de secrétaire. Il étudie dans un premier temps les dermatoglyphes (empreintes digitales) des mongoliens. En septembre 1952, Raymond Turpin propose à Jérôme Lejeune d'écrire un ouvrage sur le mongolisme. Ce dernier se plonge dans les traités de mathématiques et d'optique. Jérôme Lejeune co-signe avec Raymond Turpin ses premiers travaux sur le mongolisme mettant en relation le mongolisme et la présence d'un pli palmaire transverse unique chez les trisomiques,. Il publiera 7 articles scientifiques sur le mongolisme, sur un total de 42 publications, avant l'annonce de la découverte de la trisomie 21. Jérôme Lejeune poursuit ses études en se focalisant sur la piste des chromosomes. Les avancées de la médecine dans ce domaine sont à l’époque médiocres, et les travaux principalement anglophones.
En 1954, il décroche son certificat de génétique, il s’inscrit en biochimie, et devient attaché de recherche au CNRS. L’équipe autour du professeur Turpin reçoit le renfort de Jacques Lafourcade (pédiatre), Henri Jérôme (biologiste) et Marie-Odile Réthoré (jeune clinicienne). L'équipe déménage de l’hôpital Saint-Louis à l’hôpital Trousseau : Jérôme Lejeune travaille sur la répartition des sexes et étudie les malformations sexuelles (gynandres ou hermaphrodites). Le professeur Turpin lui confie la consultation sur le mongolisme.
La découverte des radiations ioniques à la suite des essais nucléaires conduit à ce que différents chercheurs s'y intéressent. Jérôme Lejeune se spécialise sur les conséquences des radiations atomiques en faisant des tests sur des mouches, et des souris. Ces études conduisent Jérôme Lejeune à co-signer une note à l’Académie de Médecine sur les effets négatifs d’une machine de mesures corporelles qui utilisait des rayons X
En 1954, il accepte le poste de médecin scolaire à l’école alsacienne en plus de ses recherches à Trousseau et de ses cours à la faculté des sciences. La même année, il est nommé par la France auprès de l’ONU comme « expert sur les effets des radiations atomiques en génétique humaine » et est ensuite nommé expert international pour la France sur l'effet biologique des radiations atomiques.
Le professeur Turpin avait émis dès 1934 l’hypothèse que le mongolisme serait dû à une anomalie chromosomique. Les travaux de Jérôme Lejeune sur les effets biologiques de la radioactivité sont pour lui l’occasion de rappeler cette hypothèse. Afin de la démontrer, le laboratoire de Turpin utilise une nouvelle technique de culture tissulaire importée des États-Unis par sa collègue Marthe Gautier. Cette médecin, qui achève alors ses études de cardio-pédiatrie, met en place en 1956 le premier laboratoire français de culture de cellules in vitro. Elle constate l'existence d'un 47e chromosome surnuméraire. Jérôme Lejeune lui propose, en mai 1958, de faire photographier les préparations de cellules dans un laboratoire mieux équipé, ce qui permet de donner plus de visibilité aux découvertes.
En octobre 1958, Jérôme Lejeune annonce la découverte de la trisomie 21 et du syndrome de Down à un séminaire de génétique de l'université McGill, à Montréal et s'en attribue la paternité,. En janvier 1959, grâce à l'étude de nouveaux cas et pour devancer la généticienne écossaise Patricia Jacobs qui travaille sur des recherches similaires, le laboratoire publie les résultats de l'analyse des lames dans les Comptes rendus de l'Académie des sciences, dans un article mentionnant comme auteurs, dans l'ordre, Jérôme Lejeune, Marie Gauthier (le nom est mal orthographié) et Raymond Turpin, chef de laboratoire. Cela lui permet de publier ce résultat en 3 jours au lieu de 2 mois voire plus, et devancer ainsi sa consœur Patricia Jacobs. La note, publiée le 26 janvier 1959, présentée par Léon Binet mentionne les auteurs, Jérôme Lejeune, Marthe Gautier, Raymond Turpin, comme découvreurs de la trisomie 21 dans le syndrome de Down.
Pour la première fois dans l'histoire de la médecine génétique un lien est établi entre un retard mental et une anomalie chromosomique. Dans un avis de septembre 2014, le comité d'éthique de l'Inserm reconnaît la contribution conjointe des trois chercheurs dans la découverte de la trisomie 21, en effet « la découverte de la trisomie n’[a] pu être faite sans les contributions essentielles de Raymond Turpin et Marthe Gautier ».

#### Polémique sur l'attribution de la découverte de Marthe Gautier à Jérôme Lejeune
À l'occasion du cinquantenaire de la publication initiale, Marthe Gautier raconte en 2009 la découverte de la trisomie 21,, dans une version contestée par la fondation et la famille de Jérôme Lejeune. Marthe Gautier explique que la culture des cellules, la méthode de préparation des lames et ses observations au microscope lui ont permis, sans l'aide de J. Lejeune, de mettre en évidence une trisomie. Ne pouvant photographier ces lames elle-même, elle explique qu'elle les confie à J. Lejeune pour qu'il les photographie dans un laboratoire mieux équipé. Lejeune annoncera la découverte en octobre 1958 au Canada, sans mentionner Marthe Gautier, dont le nom ne figure qu'en deuxième position dans la publication de janvier 1959. Elle déclare qu'elle a donc le sentiment d'être « la découvreuse oubliée ».
En janvier 2014, la fondation Jérôme-Lejeune fait pression sur la Fédération française de génétique humaine qui devait remettre son grand prix à Marthe Gautier pour sa découverte de la trisomie 21 lors d'une cérémonie, laquelle est annulée .

Le 14 septembre 2014, le Comité d'éthique de l'INSERM rend un avis selon lequel : 

« Vu le contexte à l’époque de la découverte du chromosome surnuméraire, la part de Jérôme Lejeune dans celle-ci a peu de chance d’avoir été prépondérante, à moins de ne pas porter crédit à la formation des personnes (ici Marthe Gautier), dans l’acquisition d’une expertise (ici la culture cellulaire), a fortiori quand associée à un séjour hors de France (ici aux États-Unis). […] La découverte de la trisomie n’ayant pu être faite sans les contributions essentielles de Raymond Turpin et Marthe Gautier, il est regrettable que leurs noms n’aient pas été systématiquement associés à cette découverte tant dans la communication que dans l’attribution de divers honneurs. »

L'INSERM précise : « Les développements militants actuels associés au nom de Jérôme Lejeune n’engagent, bien entendu, que leurs auteurs ; ils n’ont rien à voir avec les démarches de recherche, telles que réalisées à la fin des années cinquante,,. »
Les héritiers du professeur Turpin attaquent aussi la Fondation Lejeune par voie d'avocat en intimant que « [celle-ci] doit arrêter de présenter Jérôme Lejeune comme le seul découvreur de ce chromosome surnuméraire, »
Pour l'historien et archiviste Bruno Galland, les archives privées de Jérôme Lejeune confortent cependant la thèse d'un rôle primordial dans la découverte.

#### Trisomie, reconnaissance mondiale et recherche
À partir du 10 décembre 1959, Lejeune est l’invité d’honneur de nombreux congrès, et l'université Columbia se propose de lui obtenir la chaire de génétique, comportant de nombreux avantages en nature. Il refuse officiellement en février 1961 la proposition, préférant rester en France. Il multiplie conférences et congrès à travers les États-Unis (New York, Denver, Oak Ridge, Cleveland, Ann Arbor, Boston).
La découverte de la trisomie 21 reste néanmoins décevante au niveau de la recherche thérapeutique : la maladie se révèle très complexe, et les équipes scientifiques découvrent que certaines pathologies que l’on croyait typiques de la trisomie ne lui sont pas liées. Les premières tentatives thérapeutiques échouent.
Le 24 juin 1961, Lejeune soutient sa thèse ès sciences sur le mongolisme. La thèse est un succès et l’on parle déjà de lui comme prochain prix Nobel de médecine. Il reçoit à la suite de sa découverte la médaille d'argent du CNRS en 1961, puis avec Turpin le prix Jean-Toy, de l’Académie des sciences, le prix de l’ESSEC (décerné à Jérôme Lejeune et au docteur Marie-Odile Réthoré),.
Le 28 août, il est à l’ONU comme expert sur les effets des radiations dus aux bombes nucléaires. Il se lie d’amitié avec le professeur Arsenieva, représentant de l’URSS. Lejeune lui parle des découvertes sur la génétique humaine, les scientifiques de l’URSS n’ayant pas accès aux publications scientifiques étrangères.
En 1962, il est invité par l’ambassade de France à Moscou (URSS) pour faire une conférence. Une fois à Moscou, la conférence est annulée à la dernière minute par les Soviétiques. L’ambassade décide de maintenir la conférence, malgré les possibles représailles du pouvoir. Près de la moitié des membres de l’Académie des sciences de l'URSS, dont le professeur Arsenieva, qui étaient sous la tutelle du professeur Trofim Denissovitch Lyssenko, se rendent secrètement à la conférence du professeur Lejeune. Celui-ci remet en cause, dans sa conférence, la théorie de Lyssenko, qui voulait développer la génétique afin de créer l'« homme soviétique ». Le biologiste russe sera mis en minorité trois ans plus tard par l’Académie des sciences et évincé de la recherche.
Lejeune poursuit en Europe et à l’ONU des conférences mettant en garde contre les dangers des radiations nucléaires pour les femmes enceintes.
Ses recherches le conduisent à découvrir une nouvelle anomalie chromosomique : le 6 août 1962, il découvre la trisomie 16.
En 1962, Jérôme Lejeune devient lauréat du premier prix Joseph Kennedy pour la recherche sur les maladies de l’intelligence. Ce prix lui permet d’être reçu à la Maison Blanche par John Fitzgerald Kennedy, qui lui remet un chèque pour son laboratoire et un chèque personnel de 200 000 nouveaux francs, et lui donne une grande renommée dans le monde anglo-saxon.
Le 3 juillet 1963, il est nommé maître de recherche au CNRS. La première chaire de génétique fondamentale est créée à la faculté de médecine de la Sorbonne ; âgé de 38 ans, il est alors le plus jeune professeur de la faculté. Cette nomination au poste de professeur de cytogénétique, bien qu'il n'en ai pas suivi la formation, est autorisée exceptionnellement dans le cas d'une personne ayant fait une grande découverte.
Lejeune avait émis l’hypothèse de malformations chromosomiques en « type et contretype » : un syndrome avec duplication d'un segment de chromosome comportera des signes en miroir, en opposition, d'un syndrome avec délétion du segment de chromosome en question. Cette hypothèse, longtemps considérée comme sans fondement par de nombreux scientifiques, fut démontrée en 1963 grâce à la découverte, non pas d’un chromosome supplémentaire, mais d’une monosomie, auquel il donna le nom de « syndrome du cri du chat », La maladie du cri du chat, ou « syndrome de Lejeune », est un trouble génétique rare chez l'être humain ; elle est due à une délétion d'une partie du chromosome 5. Son nom vient du cri monochromatique aigu du patient qui permet le diagnostic caractéristique de cette affection.
Les avancées de la recherche permettent de découvrir le rôle de certaines enzymes dans les dysfonctionnements intellectuels : le chromosome supplémentaire conduit à une sur-expression d’enzymes, laquelle a pour effet d’accélérer ou de ralentir certains processus biologiques. Lejeune y voit une possibilité de soigner les maladies et se plonge dans les études de biochimie.
Chef de l’unité de cytogénétique à l’hôpital Necker Enfants-malades à Paris, Lejeune acquiert une réputation mondiale. Il étudie avec son équipe plus de 30 000 dossiers chromosomiques.
En 1963, il est nommé au Comité 1 sur l’effet des radiations, du Comité international de protection radiologique, légitimant sa stature d'expert international sur les effets des radiations nucléaires.

### Positions contre l’avortement (1964-1974)
L’été 1964 lui permet de finir son livre sur la trisomie 21, mais aussi de préparer ses cours de la chaire de génétique, ainsi que les cours sur la pathologie chromosomique. Il devient père d’un garçon le 4 avril 1966.
Lejeune est nommé au Comité des Sages, club de pensée qui a pour objectif de conseiller le chef de l’État.
Bien que n'étant pas pédiatre, il continue de suivre et de soigner des milliers de trisomiques au sein de sa consultation, qui devient un centre de renommée internationale. Il cherche à faire accepter la trisomie, alors très mal vue, et à changer le regard négatif porté sur ceux qui en sont atteints.
L’ostracisme dont sont victimes les trisomiques l'inquiète de plus en plus, car il croit voir naître un « racisme chromosomique », avec le refus de la différence, et un manque de considération de l’être humain, avec le développement des critères de beauté, d’intelligence ou de productivité qui lui rappellent la barbarie nazie
La découverte de la trisomie 21 et des autres maladies chromosomiques conduit la plupart des scientifiques à préférer l’élimination des fœtus plutôt que de tenter de soigner la maladie. Le diagnostic in utero permettant de découvrir les anomalies conduit la communauté scientifique à justifier l'avortement en prenant l'exemple des personnes atteintes de trisomie. Il réunit les responsables de services de cytogénétique afin d'empêcher la réalisation de diagnostic prénatal sur la trisomie 21 qui mèneraient à l'avortement.
Lejeune part pour Jérusalem, au cours de ce pèlerinage, il fait dans une chapelle une expérience mystique. Il veut alors se consacrer à Dieu.
Lejeune énonce une hypothèse sur l’apparition de l’homme, son interprétation du polygénisme veut expliquer par une anomalie génétique l’apparition de l’homme. Cette hypothèse - qui conduit à remettre partiellement en question les théories darwiniennes - est contestée par les scientifiques français, tout en étant considérée comme « théoriquement correcte mais improbable » par ses amis scientifiques à l’ONU
En mai 68, la Sorbonne, siège de la contestation, est fermée. Lejeune annule une conférence internationale afin de rester à Paris. Il continue à soigner à l’hôpital Necker, et refuse d’arrêter son travail au laboratoire de l’Université. Les étudiants laissent passer le professeur Lejeune malgré la grève, même si des inscriptions de « fasciste » et « À mort Lejeune » sont écrites sur le tableau de son laboratoire.
La fermeté de Lejeune face aux manifestants et son refus de supprimer les examens de septembre le conduisent à un engagement syndical avec d’autres professeurs, et il devient l’un des conseillers officieux du Premier ministre. On lui propose le poste de Doyen, qu’il accepte tout en refusant l’appartement de fonction. Le 7 septembre 1968, les examens ont finalement lieu, et près de 93 % des candidats se présentent. Le syndicat autonome a plus de 500 adhérents.
En 1968, le professeur Turpin prend sa retraite, et Lejeune lui succède comme directeur exécutif de l’institut de progenèse, il devient membre de l’Académie américaine des arts et des sciences, et reçoit le prix Znanie à Moscou.

#### Lutte contre le «racisme chromosomique»
Le 11 août 1968, il est lauréat du prix William-Allan, qu'il reçoit officiellement à San Francisco le 30 septembre 1969. Au cours de ce séjour, Lejeune est très marqué par le changement des mentalités. Il observe dans les discours des scientifiques la volonté d’utiliser les techniques de dépistage, issues de sa découverte de la trisomie, afin de procéder à des avortements sélectifs. Il y voit l’émergence d’un « racisme chromosomique », qui va à l’encontre du serment d’Hippocrate « primum non nocere ». C’est au cours de cette remise de prix que Lejeune fait l’une de ses conférences les plus connues, dans laquelle il affirme que l’embryon, comme le fœtus, est humain. Il considère donc que l’avortement, encore interdit, est un meurtre.
En France, le débat sur l’avortement est initié en janvier 1969, par un article dans le journal Le Monde, du docteur Claudine Escoffier-Lambiotte, journaliste de ce quotidien, commentant une prise de position de l’évêque de Pérouse,. Le débat se développe en France, Lejeune est invité à l’émission télévisée Les Dossiers de l'écran afin de débattre sur l'avortement, ce qui accroît son audience auprès du grand public. Dans Les Dossiers de l’écran, la diatribe sur l’euthanasie naît à travers un fait divers : un père tuant son enfant handicapé. On parle alors d’un « crime d’amour ». Lejeune dénonce l’« EuthaNazie », stigmatisant les dérives eugénistes.
La découverte du fonctionnement des synapses nerveuses donne de nouvelles pistes. La recherche coûte cher et il faut trouver de l'argent. C'est le groupe Rhône-Poulenc qui soutient la recherche.
La découverte de la trisomie avait conduit aux premiers dépistages anténataux afin d'avorter pour raison de handicap. Lejeune s’oppose à la logique qui consiste à dépister avant la naissance afin d’avorter les enfants atteints de trisomie. Il considère qu'on instrumentalise sa découverte et sa recherche non pas pour chercher un traitement, mais pour éliminer les trisomiques. Ces prises de positions ne sont pas acceptées par tous, il reçoit un courrier abondant, et répond à toutes les critiques.
Le 10 février 1971, lors d’une conférence, il reçoit des menaces de mort. Lors d'une conférence à la Mutualité le 5 mars 1971 qu'il organise avec l'association qu'il préside Laissez-les vivre et le Dr Chauchard, ses opposants attaquent, avec des barres de fer, les participants à la conférence, faisant de nombreux blessés dont de nombreux handicapés.
Jérôme Lejeune, Jean Vanier, fondateur de l’Arche, Marie-Hélène Mathieu, Marcel Clément, philosophe, organisent un pèlerinage à Lourdes centré sur des personnes souffrant de maladies de l’intelligence. Ce pèlerinage est critiqué, certains dénonçant l’initiative d’exposer des « monstres » au public. Lejeune organise alors une conférence de presse pour dénoncer le message d’intolérance à l’égard des handicapés et la présence de chrétiens dans ces critiques. À Pâques 1971, le pèlerinage s’avère un grand succès avec plus de 12 000 pèlerins.
Le 23 juillet 1971, Lejeune est victime d'un accident de bicyclette. Il continue son travail chez lui et est nommé docteur honoris causa de l’université de Düsseldorf.

#### Opposition à l'avortement
En juin 1971, une campagne pour l'avortement se développe à travers le Manifeste des 343. Le manifeste décrit les situations difficiles des femmes qui avortent. Face aux difficultés des femmes, Lejeune cherche avant tout des solutions : il veut aider les femmes qui désirent garder leurs enfants à les élever si elles en ont la possibilité, ou à les faire adopter si elles le souhaitent. Par ailleurs, il dénonce l'argument du « droit à disposer de son corps ». Lejeune considère qu'un fœtus est un corps distinct de celui de la femme, expliquant que la femme fait le nécessaire pour rejeter l’enfant lors de l'accouchement, preuve qu’il n'est pas le corps de la femme. Face aux propositions d'interruption volontaire de grossesse (IVG), il détourne le sigle en parlant d'« interruption de la vie gênante ».
Il rencontre Geneviève Poullot, fondatrice du mouvement Laissez-les-vivre-SOS futures mères. Il lance les maisons « Tom Pouce » : foyers où les femmes pourraient être accueillies et aidées avant et après la naissance. Il participe à des émissions télévisées où il devient l'une des références contre les propositions de dépénalisation de l'avortement. Il reçoit de nombreuses lettres et s'efforce de répondre à chacune d'elles.
Birthe Lejeune, la femme du professeur, organise alors une pétition contre la légalisation de l'avortement. Le 5 juin 1971, elle a récolté plus de 10 031 signatures. La pétition réclame le respect du serment d'Hippocrate qui interdit, dans sa forme de l'époque et suivant l'interprétation faite par le médecin, l'avortement.
Les sondages réalisés auprès des médecins les montrent favorables à une légalisation, mais un manque de formation et les difficultés techniques les empêchent de pouvoir réaliser ce type d'acte par eux-mêmes. Dans le même temps, des juristes et des universitaires signent des pétitions en affirmant leur refus de la légalisation de l'avortement. Plus de 4 000 signatures sont récoltées par Jacques Trémolet de Villers. Jérôme Lejeune prend position contre le manifeste des 331 médecins de février 1973, reconnaissant avoir pratiqué l'avortement.
La mort de Georges Pompidou change la donne politique. L’élection de Valéry Giscard d'Estaing et la nomination de Simone Veil comme ministre de la santé du gouvernement Chirac conduisent à la légalisation de l’avortement (l’interruption volontaire de grossesse - IVG). Le pape Paul VI déclare sacrée la vie humaine dès le commencement (encyclique Humanae vitae 1968), et l’Église de France reste très réservée face à cette légalisation.
Jérôme Lejeune s’engage alors contre l’IVG, et devient président d'honneur de SOS-futures mères, s'opposant aussi à la mifépristone (pilule abortive), qu'il qualifie de « premier pesticide anti-humain ».
Lors d'une conférence aux National Institutes of Health (États-Unis) dans les années 1970, il joue sur l'homophonie en anglais entre les mots health et death pour dire qu'il ne faut pas confondre la santé et la mort : « Voilà une institution pour la santé qui se transforme en une institution de mort ». Le jour même, il écrit à son épouse : « Aujourd'hui, j'ai perdu mon prix Nobel de médecine ».
En 1974, Lejeune est nommé à l’Académie pontificale des sciences. Cette académie, fondée en 1936, a pour but de réunir autour du pape des savants les plus distingués pour le conseiller. Lejeune continue de s'opposer à la dépénalisation de l'avortement, devenant l'un des principaux opposants au projet de loi, qui est finalement voté par l'Assemblée nationale.

### L'amitié avec le pape (1975-1981)

#### La naissance d'une amitié avec Jean-Paul II
En 1975, il rencontre Wanda Półtawska, médecin psychiatre polonaise, survivante des camps de concentration nazis qu'elle a connus du fait de son activisme catholique, qui avait subi des expérimentations de la part de médecins nazis. Libérée, elle décide de consacrer sa vie à la médecine, encouragée par un jeune prêtre polonais, Karol Wojtyła. Ce dernier, alors archevêque de Cracovie, organise des congrès dont Wanda Półtawska est l’une des animatrices. Ils invitent Lejeune à faire une conférence en Pologne et le médecin français se lie d’amitié avec Wanda Półtawska sans jamais pouvoir rencontrer Karol Wojtyła.
Dans les années qui suivent, Lejeune multiplie les conférences et les déplacements à l'étranger pour lutter contre la légalisation de l'avortement. Ce militantisme n'est pas du goût de beaucoup de ses collègues français, qui prennent leurs distances. Au niveau professionnel, cet engagement conduit à limiter sa promotion : il n'obtient aucune augmentation de budget pour ses recherches[Lesquelles ?], ni d'avancement spécifique, malgré ses découvertes scientifiques[Lesquelles ?]
Le 16 octobre 1978, après la mort du pape Paul VI et le pontificat éphémère de Jean-Paul Ier, Karol Wojtyla est élu et prend le nom de Jean-Paul II. Lejeune est loin de s’imaginer que le pape, qui a entendu parler de lui par Wanda Półtawska, veut très rapidement le rencontrer et a un projet pour lui,.
Les interventions de Lejeune le conduisent à témoigner devant le Congrès américain le 21 avril 1981, il raconte l’histoire de « Tom Pouce ». Le 13 mai suivant, peu après l'élection présidentielle en France, Jérôme est invité avec son épouse, en audience privée, par le pape. Il est très impressionné par cette invitation. Alors qu'ils quittent le pape vers 14 heures et prennent l’avion pour Paris, le Saint-Père est victime d’une tentative d’assassinat. Le soir même, Lejeune se sent mal et est hospitalisé en urgence. Il semble que la raison en soit des calculs biliaires, dont il se remet rapidement.

#### L'ambassadeur du pape
Peu de temps après, la tension de la guerre froide s’accentue, à la suite de l’invasion par les Soviétiques de l’Afghanistan en 1979,.
Au mois d’octobre, le pape Jean-Paul II demande au professeur Carlos Chagas, le président de l’Académie pontificale des sciences, de réunir confidentiellement les chercheurs les plus reconnus pour leurs travaux sur le nucléaire et ses retombées. Jérôme Lejeune en tant que spécialiste des conséquences des radiations nucléaires sur les populations participe alors aux réunions confidentielles avec Alexander Rich, Victor Weisskopf, Louis Leprince-Ringuet, Crodowaldo Pavan, Giovanni-Battista Marini Bettolo (it). Ces spécialistes dénoncent la possibilité d’une catastrophe mondiale en cas d’utilisation des armes atomiques.
Face à cette menace, le pape décide d’envoyer des académiciens auprès des chefs d’État possédant l’arme atomique, afin de leur remettre une lettre solennelle de mise en garde. Lejeune, accompagné du russe Boskow et de Marini Bettolo, est envoyé en Union soviétique. Il est accueilli en Russie par les autorités, une première car depuis la révolution russe, aucune délégation du Vatican n’a jamais été reçue en Union soviétique.
Le 15 décembre 1981, Léonid Brejnev, secrétaire général du Parti communiste de l'Union soviétique, rencontre Lejeune qui lui fait part du danger des radiations atomiques sur l'avenir de l'espèce humaine

### Expert international (1981-1994)

#### Activité académique

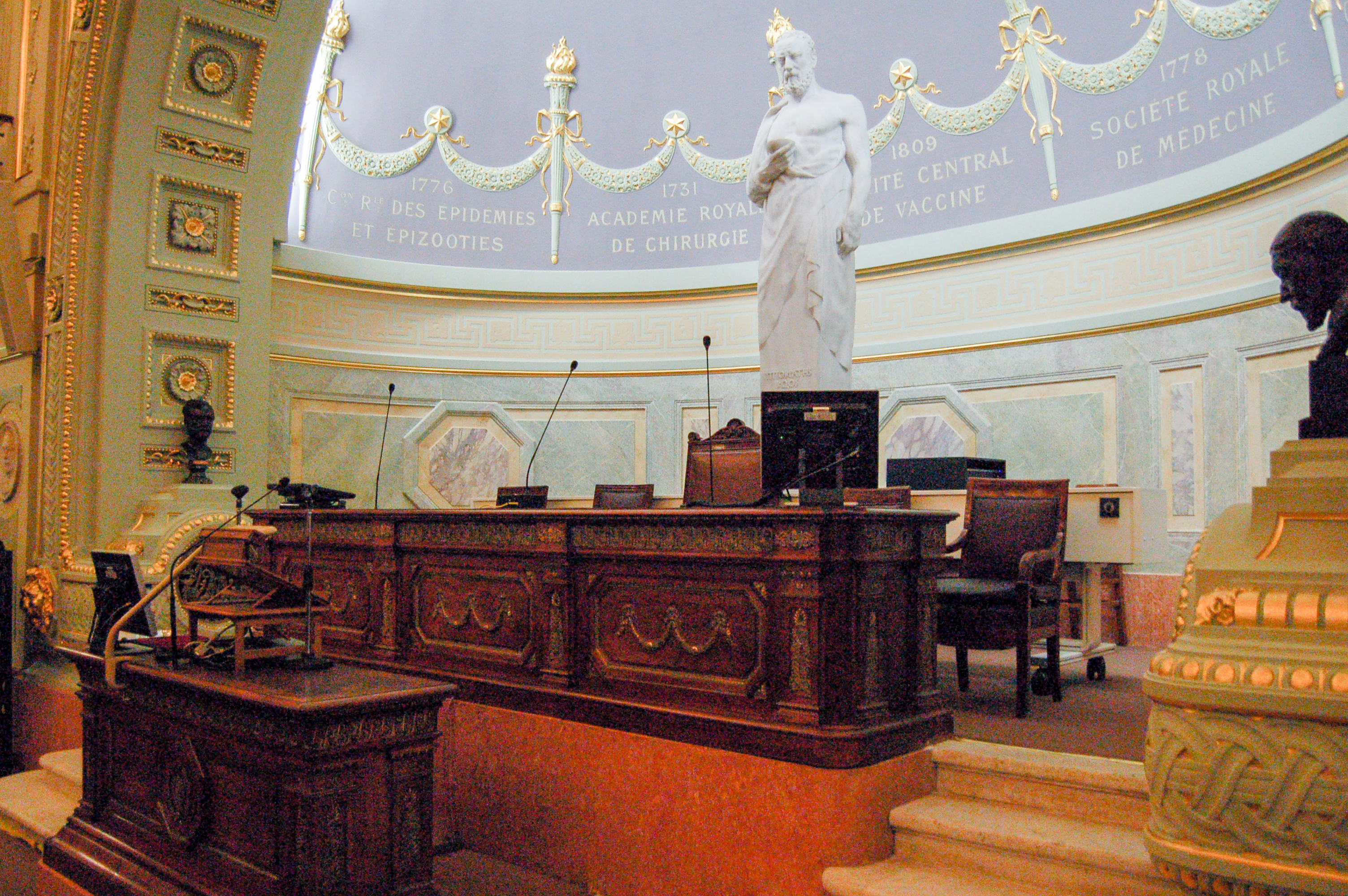
Académie nationale de médecine, pupitre de la Chambre des académiciens.

Il est élu à la Royal Society of Medicine de Londres (1964), à l'Académie américaine des arts et des sciences de Boston (1968) , à l'Académie pontificale des sciences de Rome (1974), à l'Académie royale des sciences de Suède (1978), puis à l'Académie nationale de Médecine de Buenos Aires (1981).
En 1982, il est élu à l’Académie des sciences morales et politiques à la place de Jean-Robert Debray, dans la section morale et sociologie, et rejoint, deux ans plus tard, en 1983, l’Académie nationale de médecine.
Il devient, en 1994, le premier président de l’Académie pontificale pour la vie créée par Jean-Paul II la même année.

#### Difficultés
En 1982, les crédits de recherche[évasif] de Jérôme Lejeune sont supprimés : ses recherches sur la trisomie et l’utilisation de l’acide folique sont en suspens. Une partie[évasif] de ses collègues[Lesquels ?] partent et Lejeune est mis au « chômage technique »[évasif]. Il refuse néanmoins diverses propositions dans les laboratoires étrangers[évasif]. La perte des crédits du laboratoire de Lejeune inquiète ses proches, et des personnalités étrangères[évasif]. La Fondation Kennedy, les Néo-Zélandais[Lesquels ?], et les Britanniques[Lesquels ?] décident alors de financer ses recherches, et voient avec méfiance[pourquoi ?] l'élection de François Mitterrand à la présidence de la République française et la formation d'un « gouvernement socialo-communiste »,. Grâce à l'aide financière étrangère[évasif], Lejeune peut réorganiser sa recherche. Ces soutiens lui permettent de recevoir de nouveaux prix, comme le prix ARC Reno[Quoi ?] en 1985.[réf. nécessaire] Il est de plus en plus sollicité aux États-Unis[Par qui ?] pour intervenir sur les questions éthiques concernant les nouvelles technologies de fécondations in vitro.

#### Conseiller et expert international
Conseiller du roi Baudouin
Le 8 octobre 1987, à Rome, Lejeune s’exprime devant les Pères Synodaux réunis. En Belgique, le Parlement s’apprête à voter la loi sur l’avortement. Le roi Baudouin, qui n’a pas eu d’enfant, s’interroge sur l'attitude à avoir face à cette loi. Il a l’obligation de signer la loi, mais celle-ci va à l'encontre de sa conscience. Il appelle en consultation en août 1989 Lejeune pour que celui-ci l'éclaire sur la décision à prendre. Quelques jours plus tard, le roi Baudouin se met en incapacité de régner pour une durée de 24 heures afin de ne pas signer la loi qui viole sa conscience.
Dans le même temps, la France s’apprête à autoriser la « pilule du lendemain ». En 1988, Lejeune, invité au débat télévisé Duel sur La Cinq, a des échanges assez vifs avec le professeur Étienne-Émile Baulieu, où il dénonce le RU-486 comme « premier pesticide anti-humain ».
Le procès de Maryville
Le lundi 7 août 1988, un avocat américain sollicite son expertise dans un procès : celui d’un couple séparé, qui a eu recours à une fécondation in vitro. Le couple est en instance de divorce et le père ne veut plus d’enfant. La mère, elle, veut poursuivre la FIV tandis que son mari, Stuart Davis, s’oppose à ces transplantations et demande que l’on détruise les sept embryons qui étaient congelés.
Pris entre les exigences du père et de la mère, le juge Young sollicite alors, par la voie de la presse, un éclairage de la communauté scientifique pour l'aider dans la décision qu’il doit rendre.
Linceul de Turin

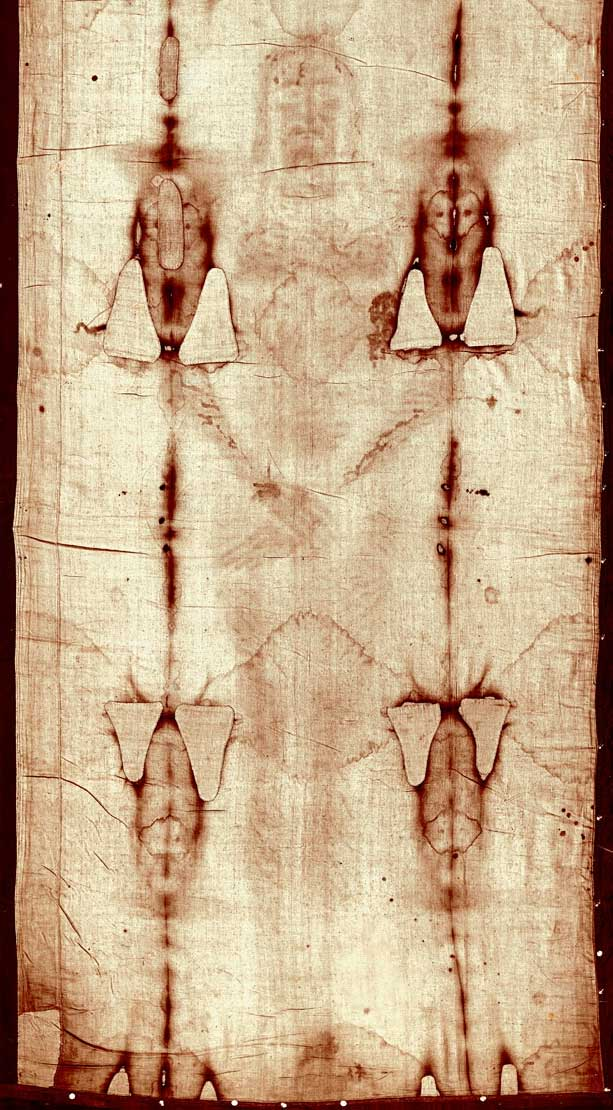
Linceul de Turin.

Lejeune entreprend des recherches sur le linceul de Turin afin d'en reproduire les brûlures. Celles-ci sont dues à l'incendie a priori parfaitement identifié en 1532 de la chapelle de Chambéry, qui avait laissé des traces, aux pliures, à ce moment. Il reproduit les traces sur le suaire.
Codex Pray
Il s'intéresse également au Codex Pray, le seul document iconographique ne montrant pas les pouces du Christ sur les mains, car ils sont repliés sur la paume en conséquence des souffrances de la crucifixion.
En 1989, il fait partie des fondateurs du Centre international d'études sur le linceul de Turin.

#### Opus Dei
En 1974, il est nommé docteur honoris causa de l'université de Navarre, une œuvre d'apostolat collectif de l'Opus Dei. Certains médias affirment qu'il aurait été membre de l'Opus Dei,.

#### Mort
Jérôme Lejeune meurt le 3 avril 1994 dans le 13e arrondissement de Paris des suites d’un cancer des poumons[réf. souhaitée],  trente-trois jours après avoir été nommé par le pape Jean-Paul II président de la nouvelle Académie pontificale pour la vie. Le journal Libération dira de lui : « Il mourut banni par ses pairs et béni par le pape ».

## Famille

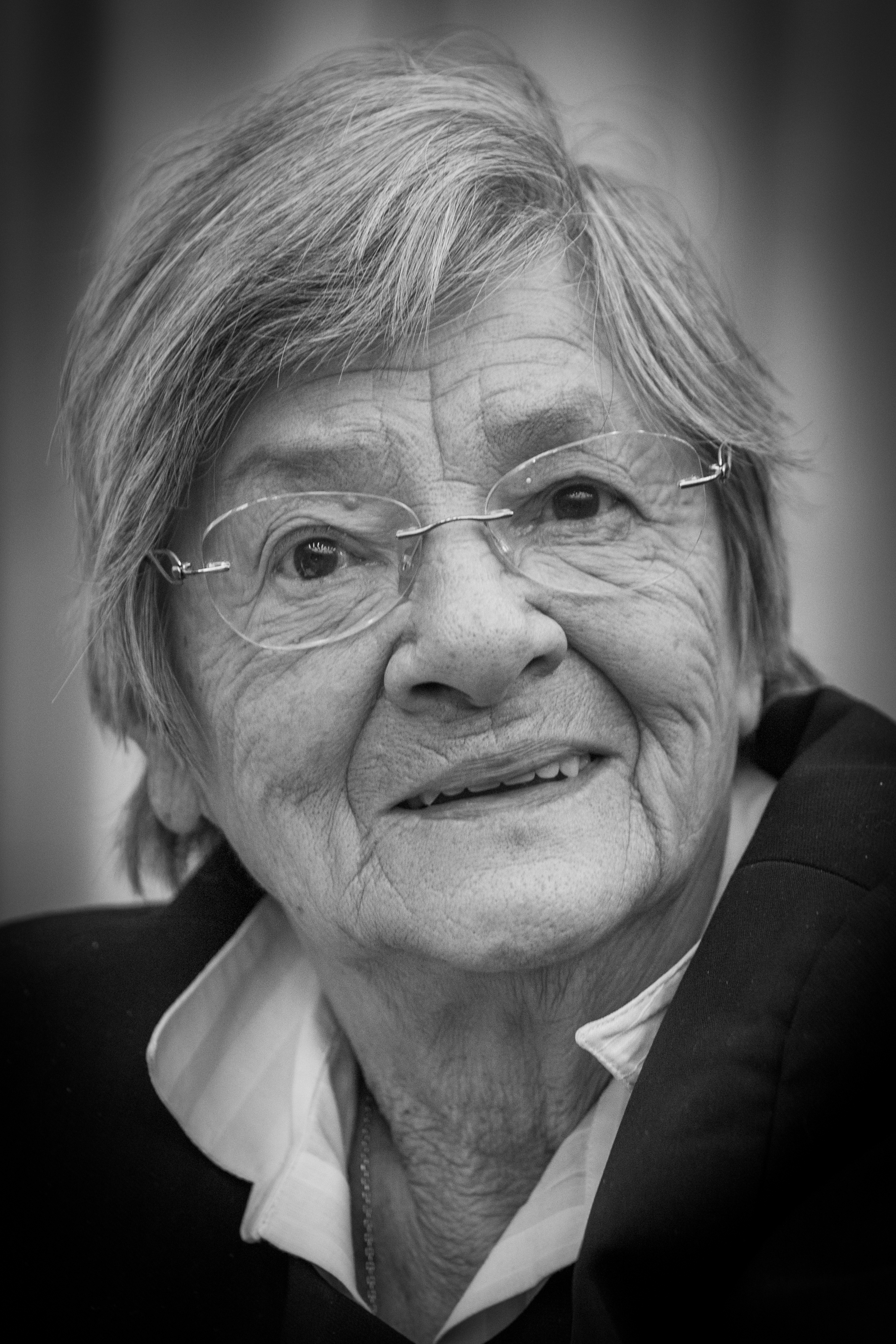
Sa femme, Birthe Lejeune, en 2015.

Jérôme Lejeune épouse Birthe Bringsted (1928-2020) le 1er mai 1952. De cette union, naissent cinq enfants :
- Anouk, épouse du philosophe Jean-Marie Meyer ;
- Damien, membre de la communauté Saint-Martin[35] ;
- Karin, épouse de Jean-Marie Le Méné, magistrat à la Cour des comptes et président de la Fondation Jérôme-Lejeune ;
- Clara, personnalité française du monde des affaires et de la haute fonction publique, épouse d'Hervé Gaymard, homme politique ;
- Thomas, époux d'Isabelle Collet, enseignante spécialisée pour enfants trisomiques et autistes ;

ainsi que vingt-huit petits-enfants et onze arrière-petits-enfants (en août 2013).
Le 13 juin 2016, le pape François nomme Birthe Lejeune membre « ad honorem » de l'Académie pontificale pour la vie. Birthe Lejeune meurt le 6 mai 2020 des suites d’une longue maladie à l’âge de 92 ans.
Jérôme Lejeune est le frère cadet du peintre Philippe Lejeune (1924-2014), époux (séparé) de Geneviève Dormann (1933-2015).

## Distinctions

### Décorations
- Officier de l'ordre national du Mérite (1964)
- Chevalier des Palmes Académiques (1976)

### Prix
- Médaille d'argent du CNRS (1961)[16]
- Prix Jean-Toy (décerné à Lejeune et Turpin)[17],[18] de l’Académie des sciences
- Prix de l’ESSEC (décerné à Jérôme Lejeune et au docteur Marie-Odile Réthoré)[AB 22],[18].
- Prix Kennedy (1962)
- Prix William-Allan (11 août 1968)
- Prix ARC Reno[Quoi ?] (1985)
- Prix Léopold Griffuel (1992)

## Postérité

### Procès en béatification
Le pape Jean-Paul II est allé se recueillir sur sa tombe à Chalo-Saint-Mars, le 22 août 1997, lors des JMJ à Paris.
Le procès de béatification de Jérôme Lejeune est ouvert. Le postulateur de la cause est Jean-Charles Nault, assisté d'Aude Dugast. Patricia Jacobs écrit au pape pour l'informer que « Lejeune s'est au moins à deux reprises présenté publiquement comme le seul découvreur de la trisomie 21 », tandis que des médecins catholiques préviennent de même leurs évêques, en France et en Grande-Bretagne. Marthe Gautier est convoquée par l’évêché de Paris pour déposer devant la commission instruisant la béatification.
L'ouverture de l’enquête diocésaine a été faite le 28 juin 2007 par Jérôme Beau, à la demande de l’archevêque de Paris, André Vingt-Trois. Le 11 avril 2012, l’enquête diocésaine pour la cause de béatification du « serviteur de Dieu » Jérôme Lejeune a été close. Elle met un terme à près de cinq ans de recueil d'informations. Le relais est passé à Rome au Dicastère pour la Cause des Saints. La positio lui a été transmise le 5 mai 2017.

### Vénérable de l’Église catholique
Le 21 janvier 2021, le pape François reconnaît les « vertus héroïques » du professeur Jérôme Lejeune, et autorise le Dicastère pour la Cause des Saints à promulguer le décret le concernant,.
Il faudra qu'un miracle attribué à l'intercession de Jérôme Lejeune soit reconnu par l’Église pour qu’il soit déclaré bienheureux.

### Fondation Jérôme-Lejeune
La Fondation Jérôme-Lejeune est une fondation française créée en 1995 et reconnue d’utilité publique dès 1996, qui poursuit les travaux du généticien, soutenant notamment la recherche sur la trisomie 21.
La fondation, conservatrice et d'inspiration chrétienne et parfois qualifiée d'ultraconservatrice, est l'une des principales associations du mouvement pro-vie en France militant contre l'IVG ou l'euthanasie,,,.
La fondation a réalisé en 2013 une campagne de publicité juxtaposant un embryon in utero et une baleine en fond du texte suivant : « Vous trouvez ça normal ? On arme des bateaux pour défendre les baleines alors qu'on laisse l'embryon sans défense ». Cette campagne a été épinglée par le Jury de déontologie publicitaire (JDP) aux motifs suivants : l'image présentée par la Fondation comme celle d'un embryon (d'ailleurs à la limite du fœtus, à 8 ou 9 semaines) « ne correspond en rien à la réalité de la recherche en laboratoire, qui porte sur des cellules souches embryonnaires ». La recherche porte sur des cellules prélevées à taille microscopique, conçues in vitro, et non sur un embryon in utero aussi développé, tel que le montrait la publicité. Ludovine de La Rochère, présidente de l'association La Manif pour tous est directrice de la communication de la fondation depuis 2010.
En 2014, la controverse de la découverte de la trisomie 21 refait surface à la suite ce qui est connu aujourd’hui comme le « scandale de Bordeaux ». La Fédération française de génétique humaine (SFGH) avait décidé d’inviter Marthe Gautier, le 31 janvier 2014, pour la 7e édition du congrès de la génétique médicale humaine à Bordeaux afin de lui remettre un prix pour sa contribution à la découverte de la trisomie 21. Une décision peu appréciée par la Fondation qui décide d’envoyer des huissiers à la SFGH afin d’enregistrer la cérémonie de remise du prix et le discours de Marthe Gautier. Devant cette situation inhabituelle dans un congrès scientifique, les organisateurs annulent à la dernière minute cette cérémonie et l’intervention de Marthe Gautier qui envisageait dans sa présentation de revenir sur les circonstances de cette découverte. Marthe Gautier n'aura pas l'autorisation d'entrer dans la salle, et sera présentée par l'organisation comme souffrante.
Le scandale suscite une grande indignation dans la communauté scientifique, aussi bien française qu’étrangère. « La vieille dame et les huissiers de la Fondation Lejeune », titre Le Monde du 1er février 2014 tandis que Libération choisit le titre « Trisomie 21 : La Fondation Lejeune menace par huissier ».
En 2017, ses recours contentieux continus contre la recherche sur les embryons poussent les scientifiques à créer la Société française de recherche sur les cellules souches.